# Región de Diana
Diana es una región en Madagascar. La región es la parte más septentrional de la isla. Limita con las regiones adyacentes de Sava en el sur y Sofía en el oeste. Cubre un área de 19.266 kilómetros 2 y tenía una población estimada de 485.800 habitantes en 2004. La capital regional es Antsiranana (también conocida como Diego Suárez).

## Geografía
Distritos
La región de Diana se divide en 5 distritos:
- Distrito de Antsiranana I (la ciudad de Antsiranana) (118.133 hab.)
- Antsiranana II (la zona rural que rodea la ciudad) (108.274 hab.)
- Distrito de Ambilobe (222.005 hab.)
- Ambanja (195.598 hab.)
- Distrito de Nosy Be (la isla de Nosy Be) (74,989 hab.)

Ríos
Los principales ríos de la región de Diana son:
- Río Besokatra
- Río Irodo
- Río Loky
- Río Mahavavy
- Río Ramena
- Río Saharenana
- Río Sambirano

Reservas naturales y atracciones
En Diana se sitúan los siguientes Parques nacionales, Reservas y atracciones:
- Parque nacional de la Montaña de Ámbar
- Analamerana Reserva
- Reserva especial de Ankarana
- Lokobe Reserva
- Manongarivo Reserva
- Tsaratanana Reserva
- Tsingy Rouge

## Transporte
- Los puertos marítimos en Antsiranana y Nosy Be
- 2 aeropuertos regionales Arrachart Aeropuerto (Antsiranana) y Fascene Aeropuerto de Nosy Be.
- 2 aeropuertos locales en Ambanja y Ambilobe.

La región es atravesada por la pavimentada carretera nacional 6 (Antsiranana - Ambilobe - Ambanja) y la no pavimentada Route Nationale 5a de Ambilobe a Vohemar .

## Economía
Pesca
Antsiranana es un importante puerto pesquero atunero. También hay una fábrica de conservas de atún. Otros productos importantes son la pesca de camarones (2.813.291 kg. exportaron en 2002) y el pepino de mar .
Agricultura
Los principales cultivos son:
la agricultura de subsistencia: 75.510 hectáreas (67% de la superficie cultivada): arroz , yuca , maíz , frijoles , camote y papa .
cultivos comerciales: 21.560 ha (19% del área cultivada): café , pimienta , cacao y vainilla .
cultivos industriales: 15.420 ha (13% del área cultivada): caña de azúcar , maní y algodón .
También hay producciones importantes de aceites esenciales (principalmente Ylang Ylang , también palmarosa , vetiver y albahaca ) sobre 2.465 hectáreas en las regiones de Nosy Be y Ambanja .
La cría de ganado: en 2002 la región contaba: 308.530 bovinos , 53.980 porcinos, 2.840 ovejas y 44.520 cabras .